# Optische Rotationsdispersion
Die optische Rotationsdispersion (ORD), auch optische Rotationsdispersionskurve, ist ein physikochemisches Analysenverfahren für optisch aktive chemische Substanzen. Gemessen wird dabei der spezifische Drehwert [α] (oder der molare Drehwert [Φ]) in Abhängigkeit von der Wellenlänge λ des linear polarisierten Lichtes, also die Größe {\displaystyle \left[\alpha \right](\lambda )}:
- hat die untersuchte optisch aktive Substanz ein Absorptionsmaximum im untersuchten Wellenlängenbereich, so ist die ORD-Kurve wegen des Cotton-Effektes „anomal“
- besitzt die untersuchte optisch aktive Substanz jedoch kein Absorptionsmaximum im untersuchten Wellenlängenbereich, so bezeichnet man den Kurvenverlauf als „schlicht“ (englisch plain).[1]

Das optische Drehvermögen nimmt in der Regel mit abnehmender Wellenlänge zu (normale Rotationsdispersion). Abweichungen von dieser Regel sind jedoch nahe der Absorptionskanten der Substanz zu beobachten, wo eine anomale Rotationsdispersion häufiger auftritt.